# 爱德华·拉斯克
爱德华·拉斯克（Edward Lasker；1885年12月3日—1981年3月25日）是一位德裔美国工程师、國際象棋和围棋棋手、国际象棋国际大师，写过一些围棋、国际象棋和西洋跳棋著作。他出生于普鲁士，1914年移居美国，他是国际象棋世界冠军伊曼纽尔·拉斯克的远房亲戚和好友，他的侄女安妮塔·拉斯克-沃尔费什是一名大提琴演奏家。

## 生平
拉斯克出生于德意志帝國普鲁士波森省肯普诺，曾在布雷斯劳和夏洛滕堡读书，1910年自夏洛滕堡技术学院（今柏林工业大学）毕业，获得机械和电气工程学士学位。
第一次世界大战之前，他首先搬到了伦敦，然后又搬到了他母亲的出生地美国。他在芝加哥找到了一份工作，在西爾斯百貨担任安全工程师。
1921至1923年，他发明了机械吸乳器，赚了很多钱。

## 国际象棋

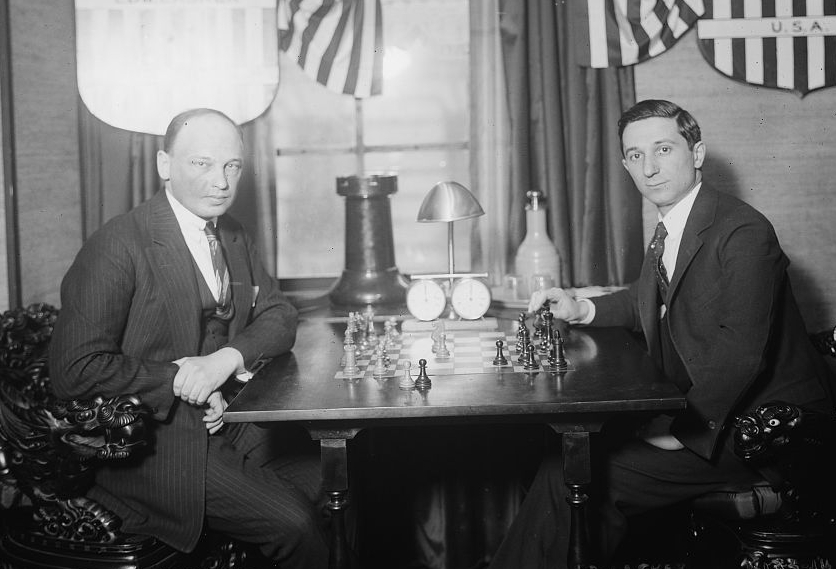
拉斯克（右）和萨维利·塔塔科维

他在布雷斯劳师从阿诺德·肖特兰德 （Arnold Schottländer）学习国际象棋，1909年获得柏林市比赛冠军，五次赢得美国国际象棋公开赛冠军（1916年、1917年、1919年、1920年、1921年）。

## 围棋
拉斯克也很喜欢围棋，曾在一个咖啡馆的日本报纸上看到一份围棋棋谱，与朋友马克斯·兰格博士（1883-1923，不是同名国际象棋大师）尝试破解。经过三周的学习，马克斯·兰格明白了围棋的棋理。
他将围棋介绍给伊曼纽尔·拉斯克，并开始跟随一名日本学生学习围棋，两年后出师。
他与卡尔·戴维斯·罗宾逊（Karl Davis Robinson）和李·哈特曼（Lee Hartman）一起创立了美國圍棋協會。